# シュチェチン - シュトラースブルク線
シュチェチン - シュトラースブルク線（ドイツ語: Bahnstrecke Szczecin–Strasburg、ポーランド語:Linia kolejowa Bützow – Szczecin）はポーランド共和国西ポモージェ県の県都シュチェチンとドイツ連邦共和国メクレンブルク＝フォアポンメルン州シュトラースブルク（ウッカーマルク）を結ぶ幹線鉄道である。シュチェチン市内でベルリン＝シュテティン鉄道本線の共通区間を除いて大部分は非電化・単線区間である。

## 歴史
1863年3月16日にベルリン＝シュテティン鉄道会社（Berlin-Stettiner Eisenbahn-Gesellschaft, BStE）はシュテティン - パーゼーヴァルク間をすでに開通した。1867年までメクレンブルク＝シュトレーリッツ大公国のノイブランデンブルク - プロイセン国境線間が開通されて、プロイセン王国側にパーゼーヴァルク - 国境線区間は1867年1月1日に通行可能となった。
BStEは1879年に法律により国有化されて、1880年以降国家により運営された。1905年当時にはハンブルク行きの特急列車および普通列車がそれぞれ一日中一往復で通行した。
第一次世界大戦の終戦後、新生のドイツ国営鉄道（略: DR）は設立されてこの路線はシュテティン管理局に配属された。第二次世界大戦まではハンブルク - シュテティン間にD列車と急行列車が通行して、シュテティン - パーゼーヴァルク間に列車はより頻繁に運行された。
第二次世界大戦の終戦後、東ドイツとポーランドの国境線はストブノシュチェチニスキエ信号場 - グラムボー駅間で画定された。シュチェチン - 境界線区間はポーランド国営鉄道（略: PKP）が運営して、ドイツ区間は東ドイツ国営鉄道（略: DR）により引き受けられた。その故に、ハンブルク - シュチェチン間の遠距離運送は実際に無意味となった。シュチェチン方面の旅客列車は希薄に通行して、1950年から1952年までベルリン - シュチェチン間の列車はパーゼーヴァルク駅経由で迂回したこともある。1952年以降には貨物列車だけが国境を通過した。
1972年に東ドイツとポーランドの間に旅行査証免除が導入されて、国際旅客列車の運行は再開された。しかし1981年にポーランドの労働組合「連帯」運動が高まって、ポーランド＝東ドイツ間の旅行は制限された。その結果、越境旅客列車系統は1981年6月に廃止された。
1991年にポーランド方面の旅客列車運行は再開されて、シュチェチン行きの列車は1日に四往復まで通行した。2001年に2時間間隔の運行はグラムボー - シュチェチン間で確立された。

## 運行形態
- 快速列車（RE 4）:  シュチェチン / ユッカーミュンデ湊駅 - ブルーメンハーゲン - シュトラースブルク - ノイブランデンブルク - ギュストローク - ビュツォー（- バートクライネン - リュベック）。60分ごとに運行。使用車両は623形気動車。